# Metaxia bacillum
Metaxia bacillum is een slakkensoort uit de familie van de Triphoridae. De wetenschappelijke naam van de soort is voor het eerst geldig gepubliceerd in 1869 door Arturo Issel.